# Lauriano
Lauriano là một đô thị ở tỉnh Torino trong vùng Piedmont, có vị trí cách khoảng 25 km về phía đông bắc của Torino. Tại thời điểm ngày 31 tháng 12 năm 2004, đô thị này có dân số 1.443 người và diện tích là 14,2 km².
Lauriano giáp các đô thị: Verolengo, Monteu da Po, San Sebastiano da Po, Cavagnolo, Casalborgone, và Tonengo.